# أندرو هولمز
أندرو هولمز (بالإنجليزية: Andrew Holmes) هو عسكري أمريكي، ولد في 1782، وتوفي في 1814.